# Antonella Ragnová-Lonziová
Antonella Ragnová-Lonziová za svobodna Antonella Ragnová (* 6. června 1940 Benátky, Itálie) je bývalá italská sportovní šermířka, která se specializovala na šerm fleretem. Otec Saverio Ragno reprezentoval Itálii v šermu.
Itálii reprezentovala v šedesátých a sedmdesátých letech. Na olympijských hrách startovala v roce 1960, 1964, 1968 a 1972 v soutěži jednotlivkyň a družstev. V soutěži jednotlivkyň získala na olympijských hrách zlatou (1972) a bronzovou (1964) olympijskou medaili. V roce 1967 obsadila druhé místo na mistrovství světa v soutěži jednotlivkyň. S italským družstvem fleretistek vybojovala na olympijských hrách 1960 bronzovou olympijskou medaili a s družstvem vybojovala třikrát třetí místo (1962, 1963, 1965) na mistrovství světa.